# Билај (Госпић)
Билај је насељено мјесто у Лици. Припада граду Госпићу, у Личко-сењској жупанији, Република Хрватска.

## Географија
Билај је удаљен око 6,5 км југоисточно од Госпића. У близини насеља пролази ауто-пут Загреб-Сплит, као и Личка пруга.

## Историја
У Билају постоје рушевине средњовјековног града Билаја чији се остаци налазе на брежуљку у средишту данашњег насеља.

## Становништво
Према попису из 1991. године, насеље Билај је имало 330 становника. Према попису становништва из 2001. године, Билај је имао 255 становника. Према попису становништва из 2011. године, насеље Билај је имало 162 становника.
| Демографија | Демографија | Демографија |
| Година      | Становника  | Становника  |
| ----------- | ----------- | ----------- |
| 1961.       | 502         |             |
| 1971.       | 432         |             |
| 1981.       | 319         |             |
| 1991.       | 330         |             |
| 2001.       | 255         |             |
| 2011.       |             | 162         |

## Попис1991.
На попису становништва 1991. године, насељено место Билај је имало 330 становника, следећег националног састава:
| Попис 1991.‍  | Попис 1991.‍  | Попис 1991.‍ | Попис 1991.‍ | Попис 1991.‍ |
| ------------ | ------------ | ----------- | ----------- | ----------- |
|              |              |             |             |             |
| Хрвати       | Хрвати       |             | 318         | 96,36%      |
| Југословени  | Југословени  |             | 1           | 0,30%       |
| Срби         | Срби         |             | 1           | 0,30%       |
| неопредељени | неопредељени |             | 1           | 0,30%       |
| непознато    | непознато    |             | 9           | 2,72%       |
| укупно: 330  |              |             |             |             |